# 基督的最後誘惑 (電影)
《基督的最後誘惑》（英語：The Last Temptation of Christ）是一部1988年的美國宗教電影，改編自尼可斯·卡山札基有爭議性的1955年同名小說，描繪耶穌的一生。電影由馬田·史高西斯執導，威廉·達福飾演耶穌，另外的主要演員還有夏菲·基圖、芭芭拉·赫尔希、哈里·迪恩·斯坦頓、大衛·寶兒。本片完全在摩洛哥拍攝。
像小說一樣，這部電影描述了耶穌基督的生活和他對各種形式誘惑的掙扎，包括恐懼、懷疑、抑鬱、不情願和性慾。這導致了原著和電影中描繪基督想像自己參加性活動而被誘惑，這個觀念冒犯了一些基督徒。本片包括一個免責聲明，說明電影偏離了普遍公認耶穌生活的聖經形象，而且不是基於福音書。
本片得到了兩極化評價。史高西斯獲得提名奧斯卡金像獎的最佳導演，而荷西飾演抹大拉的馬利亞為她獲得提名金球獎最佳電影女配角，而基圖飾演的猶大為他獲得提名金草莓獎最差男配角。

## 演員
- 威廉·達福 飾演 耶穌
- 夏菲·基圖 飾演 加略人猶大
- 芭芭拉·赫尔希 飾演 抹大拉的馬利亞
- 哈里·迪恩·斯坦頓 飾演 保羅
- 大衛·寶兒 飾演 本丟·彼拉多
- 史蒂夫·希爾（英语：Steve Shill） 飾演 百夫長
- Verna Bloom（英语：Verna Bloom） 飾演 馬利亞，耶穌的母親
- 羅勃茲·布洛森（英语：Roberts Blossom） 飾演 Aged Master
- 貝瑞·米勒（英语：Barry Miller (actor)） 飾演 Jeroboam
- Gary Basaraba（英语：Gary Basaraba） 飾演 安得烈
- 爾文·克許納 飾演 西庇太
- 菲克特·亞哥（英语：Victor Argo） 飾演 彼得
- 保羅·赫曼 飾演 腓力
- 約翰·盧瑞爾 飾演 雅各
- Michael Been（英语：Michael Been） 飾演 約翰
- Leo Burmester（英语：Leo Burmester） 飾演 巴多羅買
- 安德烈·古格里（英语：Andre Gregory） 飾演 施洗者聖約翰
- Alan Rosenberg（英语：Alan Rosenberg） 飾演 多馬
- Nehemiah Persoff（英语：Nehemiah Persoff） 飾演 Rabbi
- Peter Berling（英语：Peter Berling） 飾演 Beggar
- Leo Marks（英语：Leo Marks） 飾演 撒旦的聲音
- Juliette Caton 飾演 Girl Angel
- 馬田·史高西斯（未掛名） 飾演 以賽亞

## 製作
史高西斯從童年時已經想製作一部耶穌一生的電影版本。在1972年電影《列車女賊》中指導芭芭拉·赫尔希時，她給了他一本卡山札基的小說。史高西斯在1970年代末買下這部小說的電影版權，並把它交給保羅·許瑞德去改編。《基督的最後誘惑》最初是史高西斯的《喜劇之王》的下一步作品，製作安排於1983年的派拉蒙電影開始，預算約1400萬美元，並在以色列拍攝。最初的演員包括艾丹·奎因飾演耶穌、史田飾演本丟·彼拉多、雷·戴維斯飾演加略人猶大，以及Vanity飾演抹大拉的馬利亞。派拉蒙的管理層及其當時的母公司Gulf+Western由於開始憂慮暴漲的預算和來自宗教團體的抗議信函，該項目進入了周轉期，並最終於1983年12月被取消，而史高西斯則接下來製作《三更半夜》。
1986年，環球影業對該項目感興趣。史高西斯提出在58天內以700萬美元拍攝本電影，環球影業對製作亮起綠燈。評論家和編劇傑伊·庫克斯與史高西斯一起修改了許瑞德的劇本。艾丹·奎因推辭耶穌的角色，史高西斯重新揀選演員威廉·達福來飾演。史田也推辭了彼拉多的角色，角色則由大衛·寶兒飾演。主要拍攝於1987年10月開始。在摩洛哥的拍攝（對於史高西斯來說是第一次）是困難的，而且由於匆忙的計劃進度而增加困難。「我們都在緊急狀態下工作，」史高西斯回憶說。場景必須是即興創作，而且很少深思熟慮去設計出來的，使史高西斯為本片開發了一個極簡抽象派藝術的美學。拍攝在1987年12月25日殺青。

### 音樂
本片的原聲音樂由彼得·蓋布瑞爾作曲，1988年獲得提名金球獎最佳原創配樂獎，並在CD上發行，標題為《Passion》，在1990年獲得了一項最佳新時代專輯格萊美獎（Best New Age Album）。本片的配樂本身幫助了普及世界音樂。蓋布瑞爾隨後合輯了一張名為《Passion – Sources》的專輯，包括不同音樂家的額外材料，這些音樂家啟發他製作原聲帶，或他為原聲帶採樣。

## 發佈
電影於1988年8月12日上映，也於9月7日在威尼斯影展上展映。

### 巴黎聖米歇爾戲院襲擊
1988年10月22日，一群天主教徒於巴黎的聖米歇爾戲院（Saint Michel theatre）公映該電影的期間縱火，襲擊令13人受傷，其中4人嚴重燒傷。聖米歇爾戲院被嚴重破壞，3年後才重新開放。巴黎总主教若望-马里·吕斯蒂热在沒有觀看本片前預先譴責電影，但他也譴責這次襲擊，稱這些犯案者為“基督的敵人”。
這次襲擊後來歸咎於一個基督教原教旨主義者團體的成員Bernard Antony，他是極右派國民陣線的代表，以及被逐出教會的大主教馬歇爾·勒費弗爾的追隨者。類似襲擊包括塗鴉、引爆催淚彈和臭彈，及毆打戲院觀眾。至少有九名被認為是該團體的成員被捕。一個被稱為「反對種族主義以尊重法國和基督教身份的聯盟」（Alliance générale contre le racisme et pour le respect de l'identité française et chrétienne）的五名武裝分子團體被判15至36個月的緩刑監禁，還要為損害賠償450,000法郎罰款。

### 家庭媒體
雖然《基督的最後誘惑》在VHS和鐳射影碟上發售，但許多錄像租賃店，包括當時占主導地位的百視達，也因為電影的爭議性反響而拒絕出租本片。1997年，標準收藏公司在鐳射影碟上發行了《基督的最後誘惑》的特別版，標準收藏於2000年在DVD上重新發行，並於2012年3月發行區碼A藍光光碟。

## 反響

### 票房
《基督的最後誘惑》於1988年8月12日在123間劇院上映，並在上映週末獲得401,211美元。本片在財政上不是很成功。本片落畫時，在國內只獲得8,373,585美元（拍攝成本超過7,000,000美元），在墨西哥則獲得487,867美元，全球總額為8,861,452美元。

## 參註
1. ↑  Kenneth R. Morefield. . Christianity Today. 2013-08-07  [2017-03-07]. （原始内容存档于2017-02-27） （英语）.
2. ↑  . Los Angeles Times. 1988-09-09  [2016-05-20]. （原始内容存档于2014-04-07） （英语）.
3. 1 2 3 4  James M. Markham. . The New York Times. 1988-11-09  [2016-05-20]. （原始内容存档于2016-06-16） （英语）.
4. 1 2 3  Steven Greenhouse. . The New York Times. 1988-10-25  [2016-05-20]. （原始内容存档于2016-06-16） （英语）.
5. ↑  . L'Humanité. 1990-04-04. （原始内容存档于2014-07-14） （法语）.
6. ↑  Martin Scorsese et al.  (Laserdisc/DVD/Blu-ray Disc). New York: The Criterion Collection. 1997.
7. ↑  Josh Katz. . Blu-ray.com. 2011-12-15  [2017-02-18]. （原始内容存档于2016-08-18） （英语）.
8. ↑  . Box Office Mojo.   [2017-02-18]. （原始内容存档于2017-01-07） （英语）.

## 外部連結
- 互联网电影数据库（IMDb）上《基督的最後誘惑》的资料（英文）
- AllMovie上《基督的最後誘惑》的资料（英文）
- Box Office Mojo上《基督的最後誘惑》的資料（英文）
- Pictures of opening day protests against "Last Temptation of Christ" at Wide Angle/Closeup （页面存档备份，存于）
- 香港外語電影資料網上《基督最後的誘惑 （页面存档备份，存于）》的資料 （繁體中文）